# فورناخ
فورناخ (به آلمانی: Fornach) یک منطقهٔ مسکونی در اتریش است که در ناحیه وکلابروک واقع شده‌است. فورناخ ۱۸ کیلومتر مربع مساحت دارد ۵۶۵ متر بالاتر از سطح دریا واقع شده‌است.